# Ауески, Аладар
Аладар Ауески (венг. Aladár Aujeszky; 11 января 1869, Пешт — 9 марта 1933, Будапешт) — венгерский учёный-патолог, ветеринарный врач, доктор наук, профессор бактериологии и микробиологии, известный своими работами по псевдобешенству.

## Биография
Окончил Будапештский университет. Учился у Эндре Хогеса. С 1907 по 1933 г. работал в отделе бактериологии Королевской академии ветеринарной медицины. Автор 528 статей и публикаций. Был директором Института микробиологии ветеринарной школы в Будапеште.
Сфера научных исследований — псевдобешенство (также известное как PRV, болезнь Ауески, инфекционный бульбарный паралич или яростный зуд), которое вызывается вирусом с икосаэдрической симметрией и относится к подсемейству Alphaherpesvirinae семейства Herpesviridae. Это подсемейство имеет широкий диапазон носителей и поражает периферическую нервную систему носителя. Впервые был описан в 1813 году. В естественных условиях вирус болезни Ауески поражает крупный рогатый скот, оленей, овец, свиней, лошадей, кошек, собак, лисиц, норок, волков, медведей, ежей, грызунов, птиц и т. д., однако чувствительность к нему животных разных видов неодинакова. Из домашних животных наиболее восприимчивы свиньи (поросята и супоросные свиноматки), крупный и мелкий рогатый скот, собаки и кошки (чаще щенята и котята). Болезнь протекает у них в тяжёлой форме и почти всегда завершается гибелью. Лошади, ослы, мулы восприимчивы в меньшей степени. Из пушных зверей чаще болеют норки (при поедании инфицированного мясного корма). Источником возбудителя служат больные животные и вирусоносители, фактором передачи — молоко (особенно у свиней).
В 1938 году на Международном ветеринарном конгрессе было принято решение назвать болезнь в честь её первооткрывателя.
Похоронен на кладбище Керепеши.